# Zorzines astrigera
Zorzines astrigera là một loài bướm đêm trong họ Noctuidae.